# Gorlim
Gorlim Angrimson of Gorlim de Ongelukkige is een personage uit de werken over de fictieve wereld "Midden-aarde" van J.R.R. Tolkien. Hij was een van de twaalf metgezellen van Barahir.
In het verhaal van Beren en Lúthien in De Silmarillion wordt de geschiedenis verteld van Barahir, de laatste Heer van Ladros in Dorthonion. Toen dit land overweldigd werd door Morgoth bleven Barahir en zijn twaalf metgezellen als ballingen in hun eigen land.
Gorlim moest zijn vrouw, Eilinel, achterlaten toen hij ten oorlog trok tegen Morgoth. Toen hij van de oorlog terugkeerde was zijn huis verwoest en geplunderd en zijn vrouw verdwenen. Omdat hij bleef hopen dat Eilinel niet dood of gevangengenomen was, ging hij regelmatig terug van het kamp van Barahir bij Tarn Aeluin naar zijn oude huis om haar te zoeken. Sauron, de belangrijkste onderdaan van Morgoth in Dorthonion, kwam dit snel te weten. Toen Gorlim 's nachts weer eens naar zijn huis ging zag hij Eilinel bij het raam. Ze huilde en riep zijn naam. Hij riep terug, maar op dat moment verdween zij en werd Gorlim gegrepen door Orks.
Hij werd geboeid naar Sauron gebracht. Omdat Sauron de schuilplaats van Barahir te weten wilde komen martelde hij Gorlim totdat hij beloofde Sauron te vertellen waar Barahir zich schuil hield als hij herenigd zou worden met Eilinel. Sauron stemde daarmee in, en Gorlim verraadde Barahir. Nadat hij alles verteld had, onthulde Sauron aan Gorlim dat Eilinel al lang dood was en dat Sauron een illusie van Eilinel liet zien. Maar Sauron hield zich aan de afspraak om Gorlim en Eilinel weer met elkaar te verenigen door Gorlim te vermoorden.
Na dit verraad doodden Orks alle overige mannen van Barahir, behalve zijn zoon Beren, die op verkenningstocht was. Gorlim verscheen als geest aan Beren en bekende zijn daden. Hierdoor was Beren in staat wraak te nemen op de Orks, de Ring van Barahir terug te krijgen en het gebied te ontvluchten.
In een eerdere versie van het verhaal wordt Gorlim verleid tot verraad door Morgoth zelf, niet door Sauron.